# West College Corner
West College Corner – miasto w Stanach Zjednoczonych, w stanie Indiana, w hrabstwie Union.